# HD 97550
HD 97550，又名CD-49 5937，SAO 222643、HR 4353，是一颗恒星，视星等为6.11，位于銀經287.06，銀緯10.08，其B1900.0坐标为赤經11h 8m 23s，赤緯-49° 10.08′ 32″。